# Bouilly (Aube)
Bouilly település Franciaországban, Aube megyében. Lakosainak száma 1074 fő (2022. január 1.). Bouilly Javernant, Roncenay, Saint-Pouange, Sommeval, Souligny, Vauchassis és Villery községekkel határos.

## Népesség
A település népessége az elmúlt években az alábbi módon változott:
| Lakosok száma | 725  | 865  | 1000 | 1050 | 1054 | 1036 | 1074 | 1087 | 1078 | 1074 |
|               | 1968 | 1982 | 1990 | 2006 | 2013 | 2015 | 2017 | 2019 | 2020 | 2022 |